# Sir Fred
Sir Fred es un videojuego de plataformas realizado por Carlos Granados, Fernando Rada, Camilo Cela y Paco Menéndez, producido durante la edad de oro del software español publicado bajo el sello de la compañía Made in Spain en España y por Mikro-Gen en el Reino Unido, en el año 1986.

## Objetivo
Sir Fred debe internarse en el castillo de los Beni-Gómez donde se encuentra secuestrada su amada. Para ello puede hacer uso de los objetos que encontrará en las diferentes localidades, así como de sus especiales habilidades. El personaje puede andar, correr, saltar, nadar, bucear, lanzar piedras y esgrimir espadas. Podía ser finalizado de diferentes formas, puesto que la localización de los objetos y de la princesa variaba según la partida, además de que el mapeado disponía de diferentes rutas posibles.
El juego recibió excelentes críticas en su momento, avaladas por su calidad técnica y la variedad de acciones que el protagonista podía desarrollar.